# 阿普頓縣 (德克薩斯州)
阿普頓縣（英語：Upton County）位美國德克薩斯州西南部的一個縣。面積3,216平方公里。根据美國2000年人口普查，共有人口3,404人。縣治蘭金（Rankin）。
成立於1887年2月26日，縣政府成立於1910年。縣名紀念對軍人兄弟：John Cunningham Upton和William Felton Upton。